# Landhaus Heinrich-Zille-Straße 59 (Radebeul)
Das Landhaus in der Heinrich-Zille-Straße 59 liegt im Stadtteil Kötzschenbroda der sächsischen Stadt Radebeul.

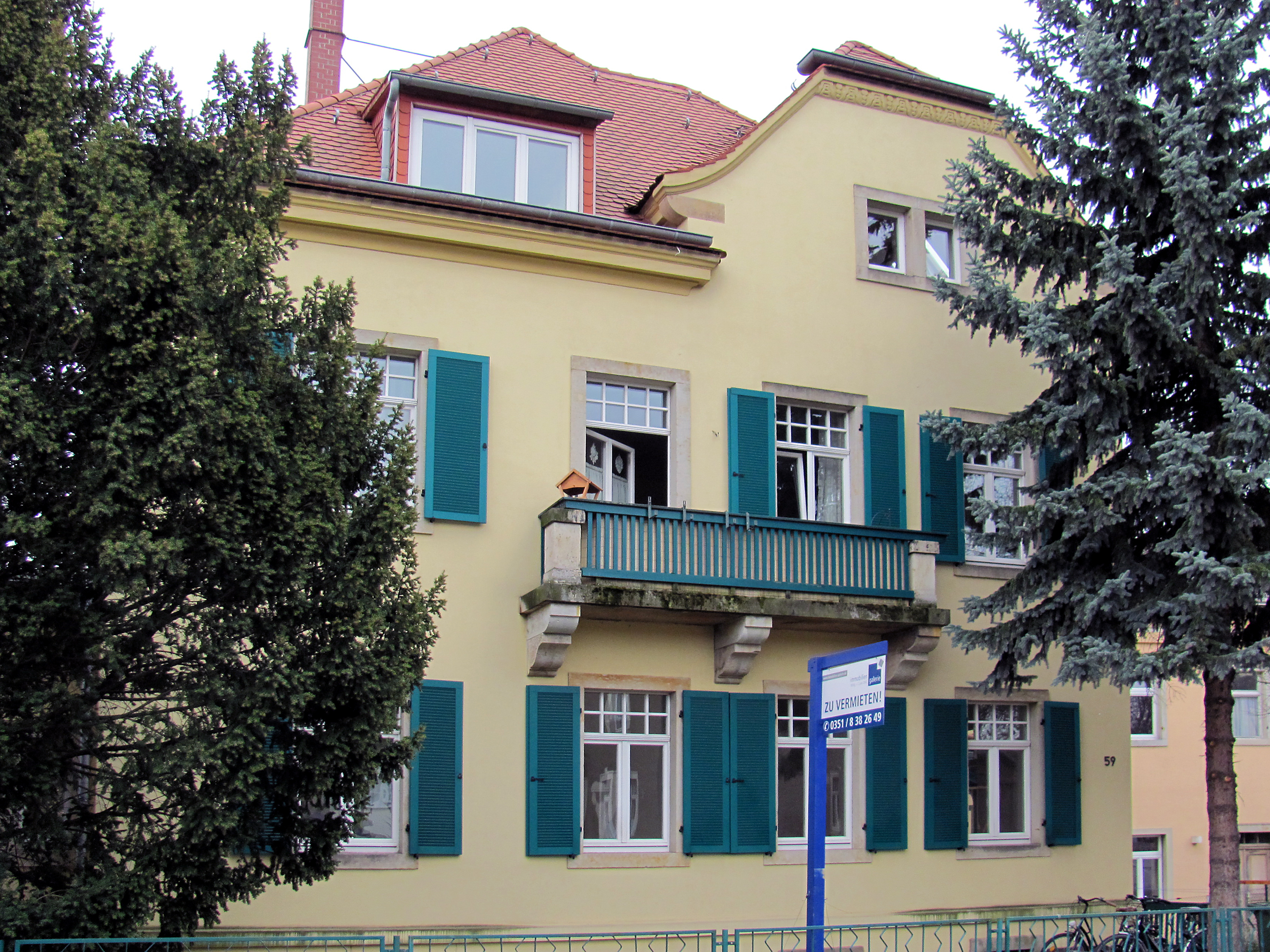
Landhaus Heinrich-Zille-Straße 59

## Beschreibung

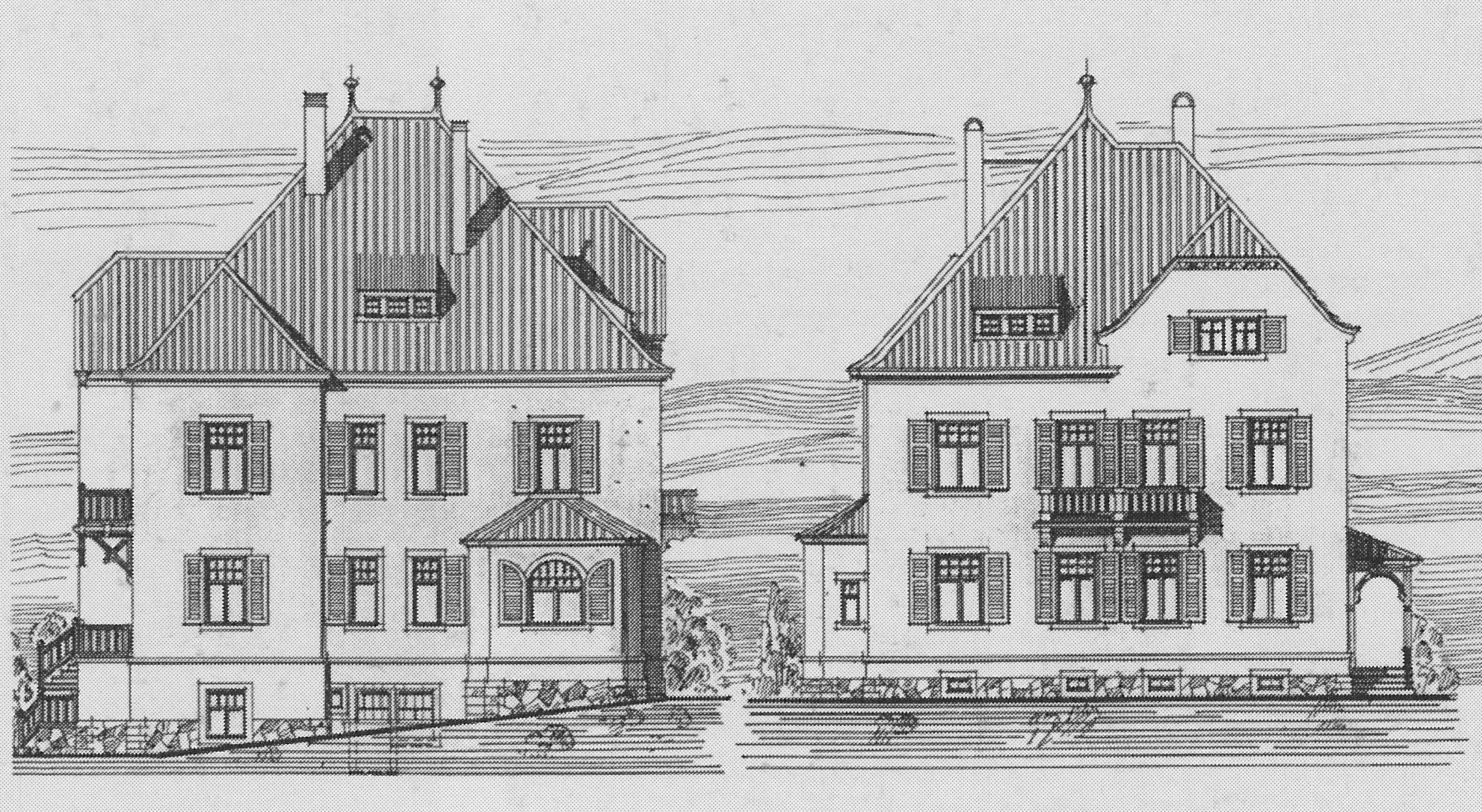
Heinrich-Zille-Straße 59: Bauzeichnung (1904). Rechts Straßenansicht; links linke Nebenansicht, auf deren linker Seite der nach Süden liegende Garten anschließt

Das freistehende „landhausartige[…] Wohngebäude“ in früher Heimatstil- und Reformstil-Architektur ist ein sächsisches Kulturdenkmal.
Das zweigeschossige, vierachsige Wohngebäude mit etwa quadratischem Grundriss ist in sich asymmetrisch gestaltet, sodass jede Ansicht unterschiedlich ist. Der Putzbau steht auf einem Bruchsteinsockel. Durch das zur rückwärtigen Gartenseite abfallende Gelände ergibt sich dort ein Souterraingeschoss.
Das hohe, ziegelgedeckte Walmdach ist ausgebaut und zeigt zur Straße hin einen Krüppelwalmgiebel. Darüber hinaus ist die Straßenfassade  mit  einem  Balkon versehen. Die Fenstereinfassungen sind aus Sandstein, begleitet von Klappläden.
In der linken Seitenansicht steht ein  polygonaler Standerker, in der rechten ein hölzerner Eingangsvorbau. Auf der Rückseite befindet sich eine kleine Terrasse mit einem Holzbalkon darüber.
Das rechts danebenstehende Landhaus mit der Nr. 61 ist ebenfalls denkmalgeschützt. Die Nr. 59 steht mit ihrer rechten Seite an der Stelle, wo sich Mitte des 19. Jahrhunderts das linke Nebengebäude von Nr. 61 als Landsitz-Vorplatzbegrenzung befand, spiegelbildlich bezüglich der Toreinfahrt zu dem heute noch bestehenden rechten Nebengebäude.

## Geschichte
Der ortsansässige Baumeister Alfred Große entwarf im August 1904 für die Inhaber einer Kötzschenbrodaer „Cognac-Destillerie“ (also einer Weinbrand-Destillerie), Friedrich Bernhard Fischer und Friedrich Emil Dittmann, ein zweigeschossiges Wohnhaus, dessen Baugenehmigung im März 1905 erteilt wurde. Große war federführend für die Ausführung und Bauleitung. Die Fertigstellungsanzeige erfolgte im Oktober 1905.
Nach der Wende wurde das Gebäude denkmalpflegerisch wiederhergestellt.